# Dervan
Dervan ali Drvan, knez Sorbov oziroma Srbov, ki so živeli vzhodno od turingijske reke Saale, eden od knezov v Samovi plemenski zvezi, prva polovica 7. stoletja.
Dervanovi Srbi so bili prvotno podvrženi oblasti Turingijcev in preko njih frankovskemu kralju Dagobertu I., ko pa je bil Dagobert leta 631 ali 632 v trodnevni bitki pri Wogastiburgu proti slovanskemu voditelju Samu poražen, se je Dervan s svojim ljudstvom pridružil Samovi plemenski zvezi. Sorbi in drugi Slovani so po letu 631/32 večkrat oplenili Turingijo, morda pa tudi druge frankovske dežele.
Zgodovinarji pogosto skušajo najti povezave med severnimi Srbi in balkanskimi Srbi. Že Šišić npr. omenja možnost, da je na jugu Samo k uporu skušal pritegniti dalmatinske Slovane,  in da jim je na pomoč poslal pomožno vojsko, v kateri so bili tudi severni Srbi in Hrvatje, pri čemer posebej opozarja predvsem za Srbe, da bi v primeru selitev celotnega ljudstva težko videli tako velike premike Srbov, kakor o njih poročajo zgodovinski viri.